# Drymeia minor
Drymeia minor är en tvåvingeart som först beskrevs av Malloch 1918.  Drymeia minor ingår i släktet Drymeia och familjen husflugor. Inga underarter finns listade i Catalogue of Life.